# Dekle kot Tisa
Dekle kot Tisa je mladostno delo avtorice Sonje Merljak z avtobiografskimi motivi.
Ta roman prinaša v slovensko književnost izvirno tematiko: ljubezensko zgodbo v vrtincu zgodovine devetdesetih let na nekdanjem jugoslovanskem ozemlju. Na eni strani gre za čisto ljubezensko romanco, na drugi pa za zgodovinsko dramo.

## Vsebina
19-letno dekle, Csilla Petek s svojo materjo živi v Kopru, od koder je bil doma tudi njen oče, ki pa je žal umrl v prometni nesreči.
Zgodba se prične odvijati leta 1991, ko se Csilla z materjo odpravi v Vojvodino na Madžarsko k sorodnikom z namenom, da bi tam preživele poletne počitnice. Njen bratranec Tuma jo je vabil na piknike ob reki Tisi, kjer je Csilla spoznala veliko novih prijateljev, med njimi pa je bil tudi študent Andras, kateri ji je postal všeč. Andras pa se odloči, da jo bo klical kar Tisa (po reki) od tega dne dalje pa sta večino časa preživela skupaj. Csillino brezskrbno druženje z Andrasom ter prijatelji, pa prekine novica, da je v Sloveniji vojna, da so po cestah postavljene barikade, ter da se v mestih streljajo. Njena mama se zelo ustraši za njuno stanovanje v Kopru, zato pa ji tudi predlaga, da bi se vrnile domov. In prav tega se je Csilla najbolj bala, saj bi to pomenilo konec druženja z Andrasom. O razmerah v Sloveniji pove tudi svojim prijateljem, in ugotovi, da prijatelji razumejo željo, da bi bili Slovenci samostojni. Navsezadnje se z mamo le odločita, da bosta ostali na Madžarskem. Nato so po poročilih izvedeli, da je po 10 dneh konec vojne, JLA je poražena.
Ko je Csilla mislila, da je že vse rešeno, pa ji Andras pove, da je dobil pismo iz vojaškega odseka, saj so se Srbi začeli spopadati s Hrvati v Slavoniji, Madžari pa so se morali boriti za Srbijo samo zato, ker Vojvodina spada pod Srbijo. Csilla se v tem trenutku zelo ustraši, da bo moral Andras v vojno. Na srečo so Andrasu izročili le vojaško opremo in uniformo, fantje pa so se med sabo dogovorili, da če bo katerikoli od njih dobil poziv, da se bodo skrili ali pa pobegnili. A s tem težav za Andrasa in Csillo še ni konec, saj Madžari razglasijo, da bodo zaprli mejo, ker pa ni bilo jasno kdaj jo bodo spet odprli, se je morala Csilla in njena mama predčasno vrniti v Slovenijo.
Mladi par se je le težko poslovil, obljubita pa si, da si bosta pisala pisma.